# اوپو دیجیتال

لوگوی اوپو دیجیتال

اوپو دیجیتال (به انگلیسی: OPPO Digital) و (به چینی: 影音) یک شرکت چینی است که به طور مستقل در خارج از چین و در آمریکا تأسیس شده است. اوپو دیجیتال و اوپو الکترونیکز متعلق به شرکت چینی بی‌بی‌کی الکترونیکس هستند. اوپو دیجیتال در سال ۲۰۰۴ در منلو پارک کالیفرنیا، ایالات متحده تأسیس شده است. اوپو دیجیتال طراح و تولیدکننده تجهیزات صوتی و تصویری از جمله پخش‌کننده دیسک بلو-ری و محصولات صوتی شخصی مانند هدفون و هدفون تقویت کننده است و به‌طور عمده بازار هدف شرکت در سرزمین اصلی چین، هنگ کنگ، تایوان، ژاپن، آمریکا، اروپا، استرالیا، نیوزیلند و هند است.